# Elisaveta Bagreana
Elisaveta Bagreana (sau Elisabeta Bagriana, în bulgară Елисавета Багряна; n. 29 aprilie 1893, Sofia, Principatul Bulgariei – d. 23 martie 1991, Sofia, Bulgaria), născută Elisaveta Liubomirova Belceva, a fost poetă bulgară.
În scrierile sale, a îmbinat într-o formulă neoromantică tradiția folclorică și modernismul.
Ca teme predilecte putem menționa: tinerețea, iubirea, panteismul, solitudinea.
A fost laureată a Premiului Dimitrov și nominalizată pentru Premiul Nobel în 1943, 1944, 1945.

### Carieră
În 1915, Elisaveta Liubomirova Belcheva a absolvit Universitatea din Sofia, secția filologie slavă. Se numără printre personalitățile literare ale deceniului 1920-1930, care au reformat criteriile estetice și valorice ale poeziei bulgare. Este vocea feminină cea mai puternică, ce a traversat, prin lunga sa carieră, secolul trecut, vasta sa activitate literară parcurgând diferite etape artistice, teme și genuri literare (literatură pentru copii, piese radiofonice, jurnale de călătorie, recenzii, traduceri). Prin modul de a percepe universul și de a se raporta la el, prin sugestivitatea emotivă și scenografică a imaginarului său poetic proiectat spre întreaga umanitate în armonie cu trăirile individuale, se proclamă ca purtătoare a identității naționale.
Debutează în revista „Gândirea contemporană” (15 mai 1915), cu poemul Cântec de seară, semnat L. Belcheva. Din 1921, publică poezie și traduceri în „Ziarul pentru femei”, semnate Elizabeth B. În 1922, apare în revista „Zlatorog” ciclul de poezii Sud, sub pseudonimul Bagriana.
Membră a Uniunii Scriitorilor Bulgari din aprilie 1924; 1927 - apare primul volum de poezii, Veșnică și Sfântă, ediție de autor, care îi aduce consacrarea; 1931 - publică prima colecție pentru copii „The Rolling Year”.
Traduce din literatura universală (Alphonse Daudet, F.M. Dostoievski, G. Bassani, A. Ahmatova, J. Ritsos, P. Eluard, D. Maksimovich, Victor Tulbure).

### Premii:
1924 - Premiul de poezie acordat de Comitetul literar al Ministerului Educației Publice pentru literatura pentru copii
1925 - Premiul pentru poezie pe anul 1924 al Ministerului Educației Naționale
1969 - Medalia de Aur a Asociației Internaționale a Poeților din Roma
Nominalizată de trei ori pentru Premiul Nobel pentru Literatură.

## Opera
- 1927: Veșnică și sfântă ("Večnata i sviatata");
- 1932: Steaua marinarului ("Zvezda na moriaka");
- 1936: Inimă omenească ("Sărțe čoveško");
- 1952: Cinci stele ("Pet zvezdi");
- 1963: Din țărm în țărm ("Ot breag na breag").